# Катарин, Геннадий Иванович
Генна́дий (Ге́нрих) Ива́нович Ка́тарин (Ка́торин) (1925—1944) — советский военнослужащий. Участник Великой Отечественной войны. Герой Советского Союза (1945). Старший сержант.

## Биография
Геннадий Иванович Катарин родился 18 ноября 1925 года в уездном городе Онега Архангельской губернии (ныне город — районный центр Архангельской области Российской Федерации) в семье служащего Ивана Васильевича Катарина. Русский. В начале 30-х годов семья Катариных переехала в Архангельск и поселилась в Соломбале. Здесь Геннадий Катарин получил неполное среднее образование в школе № 52. После школы работал учеником модельщика, затем модельщиком на Архангельском судоремонтном заводе «Красная кузница». С началом Великой Отечественной войны изменил немецкое имя Генрих (отец назвал его так в честь прадеда) на Геннадий.
В ряды Рабоче-крестьянской Красной Армии Г. И. Катарин был призван Соломбальским райвоенкоматом города Архангельска 5 января 1943 года. Окончил полковую школу младших командиров. Получил воинскую специальность пулемётчика. В боях с немецко-фашистскими захватчиками сержант Г. И. Катарин с 8 мая 1943 года в должности командира пулемётного расчёта 2-й пулемётной роты 322-го стрелкового полка 32-й стрелковой дивизии. В составе 3-й ударной армии он участвовал в позиционных боях на Калининском фронте. В августе 1943 года 32-я стрелковая дивизия была включена в состав 39-й армии и осенью 1943 года Геннадий Иванович принимал участие в Духовщинско-Демидовской операции, освобождении Духовщины и Рудни. Затем до конца декабря 1943 года участвовал в оборонительных боях под Рудней (С 20 октября 1943 года в составе 1-го Прибалтийского фронта). В конце декабря 1943 года 32-я стрелковая дивизия была передана Западному фронту и зимой 1944 года в составе 33-й и 39-й армий вела тяжёлые бои на Витебском направлении. В конце февраля 1944 года дивизия была выведена в резерв Верховного Главнокомандования для отдыха и пополнения.
Вновь в действующей армии Г. И. Катарин с 29 мая 1944 года. Дивизия, в которой служил Геннадий Иванович, была включена в состав 81-го стрелкового корпуса 49-й армии 2-го Белорусского фронта и начала подготовку к Белорусской стратегической операции. Перед началом наступления Г. И. Катарин получил звание старшего сержанта и был назначен командиром отделения пулемётной роты.
23 июня 1944 года началась операция «Багратион». 322-му стрелковому полку 32-й стрелковой дивизии, участвовавшей в Могилёвской фронтовой операции, предстояло форсировать реку Проня в районе города Горки. Однако в самом начале наступления немцам удалось разрушить переправу. Восстановить её мешал расположенный на правом берегу реки вражеский ДЗОТ. Старший сержант Г. И. Катарин сумел со своим пулемётным расчётом переправиться через реку и, скрытно подобравшись к огневой точке противника, пулемётным огнём уничтожить находившихся в нём немецких солдат. После этого расчёт Катарина занял плацдарм на правом берегу Прони и, отразив контратаку противника, обеспечил переправу подразделений полка.
Следующим водным рубежом на пути наступающего полка была река Бася, которую предстояло преодолеть в районе белорусской деревни Ждановичи. Стремясь не допустить форсирования реки частями Красной Армии, немцы вели по левому берегу сильный артиллерийский и пулемётный огонь. Особенно мешала расположившаяся на противоположном берегу вражеская огневая точка. Несмотря на опасность, старший сержант Г. И. Катарин со своим пулемётом выдвинулся на самый край берега реки и прицельным огнём уничтожил расчёт вражеского пулемёта.
Развивая наступление, 322-й стрелковый полк вышел к реке Днепр в районе города Шклова. 25 июня 1944 года старший сержант Г. И. Катарин со своим расчётом первым форсировал реку и, скрытно подойдя к вражескому ДЗОТу, уничтожил его расчёт, обеспечив форсирование реки частями полка. В дальнейшем Геннадий Иванович участвовал в Минской фронтовой операции, в ходе которой он форсировал реки Друть и Березину, и ликвидации окружённой под Минском группировки противника. 13 июля 1944 года 32-я стрелковая дивизия была переброшена в Литву и вошла в состав 19-го стрелкового корпуса 50-й армии 3-го Белорусского фронта. 2 августа 1944 года в ходе Каунасской операции в бою на подступах к литовскому городу Вилкавишкис старший сержант Г. И. Катарин погиб. Похоронен в городе Мариямполе Литовской Республики.
За образцовое выполнение боевых заданий командования на фронте борьбы с немецкими захватчиками и проявленные при этом отвагу и геройство указом Президиума Верховного Совета СССР от 24 марта 1945 года старшему сержанту Катарину Геннадию Ивановичу было присвоено звание Героя Советского Союза.

## Награды
- Медаль «Золотая Звезда» (24.03.1945);
- орден Ленина (24.03.1945);
- орден Красной Звезды (05.07.1944);
- Медаль «За отвагу» (29.06.1944).

## Память
- Именем Героя Советского Союза Г. И. Катарина названы улицы в городах Архангельск и Онега.
- Имя Героя Советского Союза Г. И. Катарина увековечено на мемориальной доске в городе Онега.
- Имя Героя Советского Союза Г. И. Катарина носит школа № 52 города Архангельска.

## Документы
- Общедоступный электронный банк документов «Подвиг Народа в Великой Отечественной войне 1941—1945 гг.» Архивировано 13 марта 2012 года. № в базе данных 150014274. Архивировано 26 сентября 2012 года., 46761148. Архивировано 26 сентября 2012 года., 34203844. Архивировано 26 сентября 2012 года., 46427363. Архивировано 26 сентября 2012 года. или 32189194. Архивировано 26 сентября 2012 года.
- Обобщенный банк данных «Мемориал». Архивировано 10 мая 2012 года. ЦАМО, ф. 58, оп. 18002, д. 954. Архивировано 26 сентября 2012 года., ЦАМО, ф. 58, оп. 18002, д. 739. Архивировано 26 сентября 2012 года.